# Давид ди Донателло 1985
30-я церемония вручения наград премии «Давид ди Донателло» состоялась 24 мая 1985 года в Римском оперном театре.

## Победители

### Лучший фильм
- Кармен, режиссёр Франческо Рози
- Хаос, режиссёр Паоло Тавиани и Витторио Тавиани
- Порядочный скандал, режиссёр Паскуале Феста Кампаниле

### Лучшая режиссура
- Франческо Рози — Кармен
- Пупи Авати — Impiegati
- Паоло Тавиани и Витторио Тавиани — Хаос

### Лучший дебют в режиссуре
- Лучано Де Крешенцо — Так сказал Беллависта
- Франческа Коменчини — Фортепиано
- Франческо Нути — Касабланка, Касабланка

### Лучший сценарий
- Паоло Тавиани, Витторио Тавиани и Тонино Гуэрра — Хаос
- Пупи Авати и Антонио Авати — Трое
- Сузо Чекки д’Амико — Порядочный скандал

### Лучший продюсер
- Джулиани Дж. Де Негри и Фульвио Лучизано — Хаос (ex aequo)
- Raiuno — Порядочный скандал (ex aequo)
- Gaumont — Кармен

### Лучшая женская роль
- Лина Састри — Скрытые секреты
- Джульяна Де Сио — Касабланка, Касабланка
- Леа Массари — Скрытые секреты
- Хулия Мигенес — Кармен

### Лучшая мужская роль
- Франческо Нути — Касабланка, Касабланка
- Бен Газзара — Порядочный скандал
- Микеле Плачидо — Связь через пиццерию

### Лучшая женская роль второго плана
- Марина Конфалоне — Так сказал Беллависта
- Валерия Д’Обичи — Порядочный скандал
- Ида Ди Бенедетто — Связь через пиццерию

### Лучшая мужская роль второго плана
- Рикки Тоньяцци — Аврора
- Руджеро Раймонди — Кармен
- Паоло Боначелли — Нам остаётся только плакать

### Лучшая операторская работа
- Паскуалино Де Сантис — Кармен
- Джузеппе Ланчи — Хаос
- Альфио Контини — Порядочный скандал

### Лучшая музыка
- Карло Савина — Связь через пиццерию
- Никола Пьовани — Хаос
- Риц Ортолани — Трое

### Лучшая художественная постановка
- Энрико Джоб — Кармен
- Франческо Бронзи — Хаос
- Энрико Фиорентини — Порядочный скандал

### Лучший костюм
- Энрико Джоб — Кармен
- Лина Нерли Тавиани — Хаос
- Марио Карлини — Порядочный скандал

### Лучший монтаж
- Руджеро Мастроянни — Кармен
- Roberto Perpiggnani — Хаос
- Нино Баральи — Скрытые секреты

### Лучший иностранный режиссёр
- Милош Форман — Амадей
- Серджо Леоне — Однажды в Америке
- Ролан Жоффе — Поля смерти

### Лучший сценарий иностранного фильма
- Вуди Аллен — Бродвей Денни Роуз

### Лучший иностранный продюсер
- Дэвид Паттнэм — Поля смерти

### Лучшая иностранная актриса
- Мерил Стрип — Влюбленные
- Миа Фэрроу — Бродвей Денни Роуз
- Настасья Кински — Париж, Техас

### Лучший иностранный актёр
- Том Халс — Амадей

### Лучший иностранный фильм
- Амадей, режиссёр Милош Форман

### Premio Alitalia
- Франческо Рози

### Давид Лучино Висконти
- Рубен Мамулян (ex aequo)
- Иштван Сабо (ex aequo)

### David René Clair
- Вим Вендерс

### David Speciale
- Italo Gemini
- Сандро Пертини